# Chelon labrosus
Il cefalo bosega (Chelon labrosus Risso, 1827), è un pesce della famiglia Mugilidae.

## Distribuzione ed habitat
Questa è una delle specie di cefalo che si spinge più a nord, infatti raggiunge le coste norvegesi e scozzesi mentre a sud si ferma alle isole Azzorre. 

Vive soprattutto in mare (è la specie di Mugilidae più comune in acque marine) ma, soprattutto i piccoli esemplari, non temono le acque a bassa salinità o addirittura dolci. Gli adulti vivono in piccoli banchi nei pressi delle coste rocciose o sabbiose, soprattutto dove ci siano dei manufatti e delle foci di corsi d'acqua. I giovani si raggruppano in banchi assai più estesi.

## Descrizione
Il suo aspetto è quello classico dei Mugilidae, con corpo slanciato e fusiforme a sezione quasi circolare e così la sua livrea argentea con numerose linee longitudinali scure. Si riconosce però bene dalle altre specie soprattutto per la bocca che presenta un robusto e carnoso labbro superiore privo di intaccatura centrale ma con alcune serie di tubercoli ben rilevabili sia al tatto che con una semplice lente d'ingrandimento. Inoltre, spesso, le pinne pettorali sono di color grigio opaco. 

Le dimensioni raggiungono i 70 cm per un paio di kg di peso.

## Riproduzione
Avviene in mare con modalità simili a quelle del cefalo comune.

## Alimentazione
Basata su piccoli invertebrati e detriti organici come quella del cefalo comune.

## Pesca
Assieme a Mugil cephalus è uno dei Mugilidae che sopporta il più elevato sforzo di pesca dato che ben si adatta a vivere in acque chiuse e salmastre come le "valli da pesca" o i laghi costieri, sede di importanti marinerie. Le tecniche di pesca sono identiche a quelle impiegate per il Mugil cephalus. Le sue carni sono particolarmente apprezzate in aprile-maggio quando inizia la migrazione nelle acque interne ed in dicembre-febbraio, periodo che precede la deposizione delle uova, in cui il pesce è più grasso.

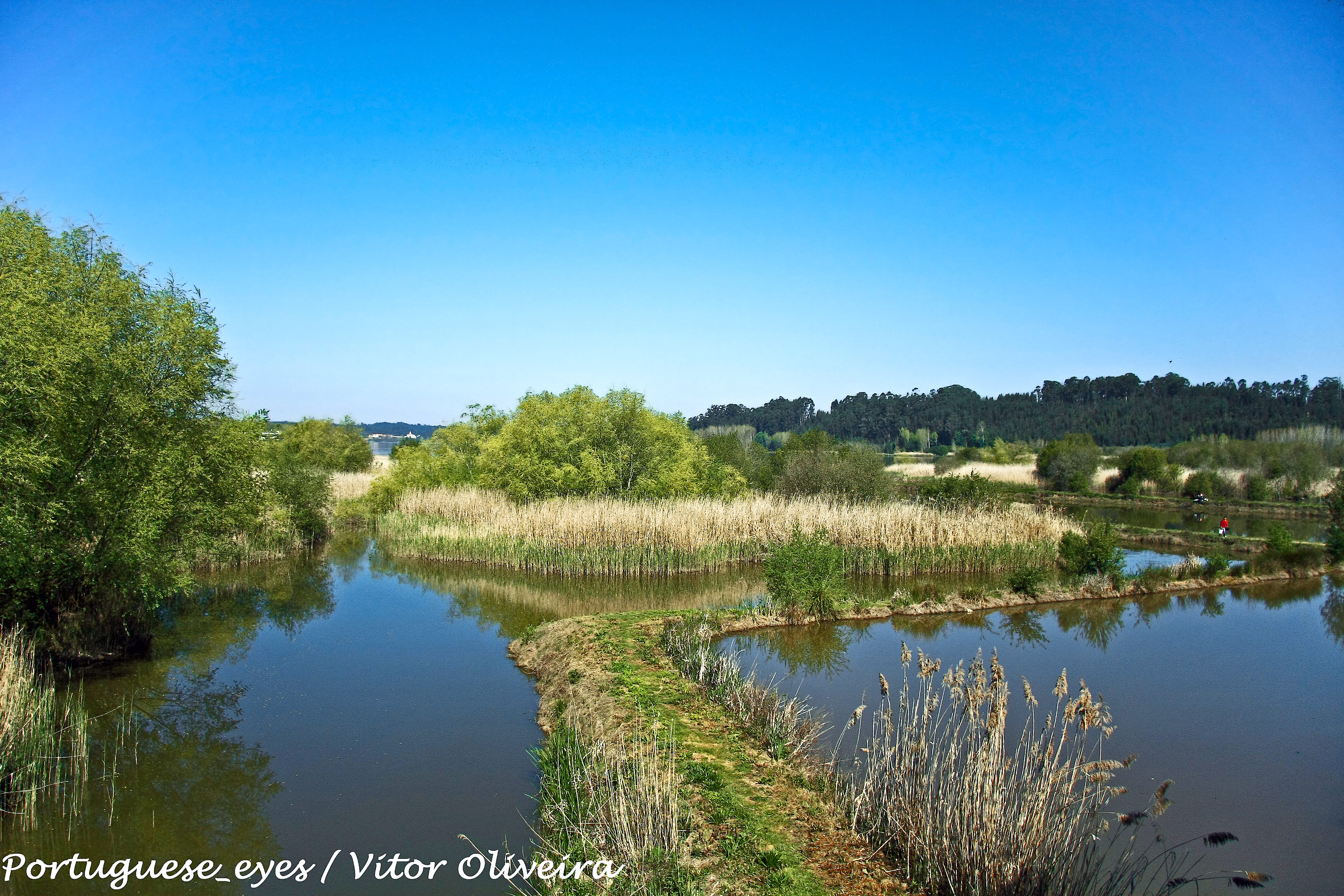
Uno degli habitat principali del cefalo bosega